# نولان لبلابي
نولان لبلابي (الاسم العلمي:Nolana aplocaryoides) هو نوع نباتي يتبع جنس النولان من فصيلة الباذنجانية.